# Obert Bika
Obert Bika (11 maggio 1993) è un calciatore papuano, centrocampista del Lae City.

## Carriera

### Club
Ha sempre giocato nel campionato di casa.
In carriera ha totalizzato complessivamente 14 presenze e 2 reti in OFC Champions League.

### Nazionale
Partecipa alla Coppa delle nazioni oceaniane 2016 con la propria nazionale, arrendendosi solo alla Nuova Zelanda in finale. Tra il 2016 ed il 2017 gioca in tutto 3 partite in nazionale.